# NOFX/Diskografie
Diese Diskografie ist eine Übersicht über die musikalischen Werke des US-amerikanischen Punkrock-Band NOFX. Den Schallplattenauszeichnungen zufolge hat sie bisher mehr als 600.000 Tonträger verkauft. Ihre erfolgreichste Veröffentlichung ist das Album Punk in Drublic mit über 550.000 verkauften Einheiten.

## Alben

### Studioalben
| Jahr | Titel Musiklabel                                     | Höchstplatzierung, Gesamtwochen, AuszeichnungChartplatzierungen (Jahr, Titel, Musiklabel, Platzierungen, Wochen, Auszeichnungen, Anmerkungen) | Höchstplatzierung, Gesamtwochen, AuszeichnungChartplatzierungen (Jahr, Titel, Musiklabel, Platzierungen, Wochen, Auszeichnungen, Anmerkungen) | Höchstplatzierung, Gesamtwochen, AuszeichnungChartplatzierungen (Jahr, Titel, Musiklabel, Platzierungen, Wochen, Auszeichnungen, Anmerkungen) | Höchstplatzierung, Gesamtwochen, AuszeichnungChartplatzierungen (Jahr, Titel, Musiklabel, Platzierungen, Wochen, Auszeichnungen, Anmerkungen) | Höchstplatzierung, Gesamtwochen, AuszeichnungChartplatzierungen (Jahr, Titel, Musiklabel, Platzierungen, Wochen, Auszeichnungen, Anmerkungen) | Anmerkungen                                                |
| Jahr | Titel Musiklabel                                     | DE | AT | CH | UK | US | Anmerkungen                                                |
| ---- | ---------------------------------------------------- | --- | --- | --- | --- | --- | ---------------------------------------------------------- |
| 1988 | Liberal Animation Wassail Records                    | — | — | — | — | — | Erstveröffentlichung: 22. April 1988                       |
| 1989 | S&M Airlines Epitaph Records                         | — | — | — | — | — | Erstveröffentlichung: 5. September 1989                    |
| 1991 | Ribbed Epitaph Records                               | — | — | — | — | — | Erstveröffentlichung: 26. März 1991                        |
| 1992 | White Trash, Two Heebs and a Bean Epitaph Records    | — | — | — | — | — | Erstveröffentlichung: 5. November 1992                     |
| 1994 | Punk in Drublic Epitaph Records                      | DE72 (9 Wo.)DE | — | — | — | US— GoldUS | Erstveröffentlichung: 19. Juli 1994 Verkäufe: + 550.000    |
| 1996 | Heavy Petting Zoo Epitaph Records                    | DE40 (9 Wo.)DE | AT20 (13 Wo.)AT | — | UK60 (1 Wo.)UK | US63 (4 Wo.)US | Erstveröffentlichung: 31. Januar 1996                      |
| 1997 | So Long and Thanks for All the Shoes Epitaph Records | DE49 (2 Wo.)DE | — | — | — | US79 (2 Wo.)US | Erstveröffentlichung: 11. November 1997 Verkäufe: + 50.000 |
| 2000 | Pump Up the Valuum Epitaph Records                   | DE64 (3 Wo.)DE | — | CH91 (2 Wo.)CH | UK50 (1 Wo.)UK | US61 (6 Wo.)US | Erstveröffentlichung: 13. Juni 2000                        |
| 2003 | The War on Errorism Fat Wreck Chords                 | DE27 (3 Wo.)DE | AT46 (4 Wo.)AT | CH25 (12 Wo.)CH | UK48 (1 Wo.)UK | US44 (6 Wo.)US | Erstveröffentlichung: 6. Mai 2003                          |
| 2006 | Wolves in Wolves’ Clothing Fat Wreck Chords          | DE60 (2 Wo.)DE | AT46 (4 Wo.)AT | CH56 (3 Wo.)CH | — | US46 (3 Wo.)US | Erstveröffentlichung: 18. April 2006                       |
| 2009 | Coaster Fat Wreck Chords                             | DE50 (2 Wo.)DE | — | CH100 (1 Wo.)CH | — | US36 (5 Wo.)US | Erstveröffentlichung: 28. April 2009                       |
| 2012 | Self Entitled Fat Wreck Chords                       | DE60 (1 Wo.)DE | AT48 (1 Wo.)AT | CH79 (1 Wo.)CH | — | US42 (2 Wo.)US | Erstveröffentlichung: 11. September 2012                   |
| 2016 | First Ditch Effort Fat Wreck Chords                  | DE16 (1 Wo.)DE | AT28 (1 Wo.)AT | CH33 (1 Wo.)CH | — | US54 (1 Wo.)US | Erstveröffentlichung: 7. Oktober 2016                      |
| 2021 | Single Album Fat Wreck Chords                        | DE19 (2 Wo.)DE | — | CH34 (1 Wo.)CH | — | US152 (1 Wo.)US | Erstveröffentlichung: 26. Februar 2021                     |
| 2022 | Double Album Fat Wreck Chords                        | DE86 (1 Wo.)DE | — | — | — | — | Erstveröffentlichung: 2. Dezember 2022                     |

### Livealben
| Jahr | Titel Musiklabel                        | Höchstplatzierung, Gesamtwochen, AuszeichnungChartplatzierungen (Jahr, Titel, Musiklabel, Platzierungen, Wochen, Auszeichnungen, Anmerkungen) | Höchstplatzierung, Gesamtwochen, AuszeichnungChartplatzierungen (Jahr, Titel, Musiklabel, Platzierungen, Wochen, Auszeichnungen, Anmerkungen) | Höchstplatzierung, Gesamtwochen, AuszeichnungChartplatzierungen (Jahr, Titel, Musiklabel, Platzierungen, Wochen, Auszeichnungen, Anmerkungen) | Höchstplatzierung, Gesamtwochen, AuszeichnungChartplatzierungen (Jahr, Titel, Musiklabel, Platzierungen, Wochen, Auszeichnungen, Anmerkungen) | Höchstplatzierung, Gesamtwochen, AuszeichnungChartplatzierungen (Jahr, Titel, Musiklabel, Platzierungen, Wochen, Auszeichnungen, Anmerkungen) | Anmerkungen                           |
| Jahr | Titel Musiklabel                        | DE | AT | CH | UK | US | Anmerkungen                           |
| ---- | --------------------------------------- | --- | --- | --- | --- | --- | ------------------------------------- |
| 1995 | I Heard They Suck Live Fat Wreck Chords | DE62 (8 Wo.)DE | — | — | — | US198 (1 Wo.)US | Erstveröffentlichung: 22. August 1995 |

Weitere Livealben
- 2007: They've Actually Gotten Worse Live (Fat Wreck Chords)
- 2018: Ribbed: Live in a Dive (Fat Wreck Chords)

### Kompilationen
| Jahr | Titel Musiklabel                                                                    | Höchstplatzierung, Gesamtwochen, AuszeichnungChartplatzierungen (Jahr, Titel, Musiklabel, Platzierungen, Wochen, Auszeichnungen, Anmerkungen) | Höchstplatzierung, Gesamtwochen, AuszeichnungChartplatzierungen (Jahr, Titel, Musiklabel, Platzierungen, Wochen, Auszeichnungen, Anmerkungen) | Höchstplatzierung, Gesamtwochen, AuszeichnungChartplatzierungen (Jahr, Titel, Musiklabel, Platzierungen, Wochen, Auszeichnungen, Anmerkungen) | Höchstplatzierung, Gesamtwochen, AuszeichnungChartplatzierungen (Jahr, Titel, Musiklabel, Platzierungen, Wochen, Auszeichnungen, Anmerkungen) | Höchstplatzierung, Gesamtwochen, AuszeichnungChartplatzierungen (Jahr, Titel, Musiklabel, Platzierungen, Wochen, Auszeichnungen, Anmerkungen) | Anmerkungen                        |
| Jahr | Titel Musiklabel                                                                    | DE | AT | CH | UK | US | Anmerkungen                        |
| ---- | ----------------------------------------------------------------------------------- | --- | --- | --- | --- | --- | ---------------------------------- |
| 2002 | 45 or 46 Songs that Weren’t Good Enough to Go on Our Other Records Fat Wreck Chords | DE89 (1 Wo.)DE | AT57 (4 Wo.)AT | CH97 (1 Wo.)CH | UK77 (1 Wo.)UK | US80 (3 Wo.)US | Erstveröffentlichung: 21. Mai 2002 |

Weitere Kompilationen
- 1992: Maximum Rocknroll (Mystic Records)
- 2004: The Greatest Songs Ever Written (by Us) (Epitaph Records)
- 2010: The Longest EP (Fat Wreck Chords)
- 2014: Backstage Passport Soundtrack (Fat Wreck Chords)

### Splitalben
| Jahr | Titel Musiklabel                        | Höchstplatzierung, Gesamtwochen, AuszeichnungChartplatzierungen (Jahr, Titel, Musiklabel, Platzierungen, Wochen, Auszeichnungen, Anmerkungen) | Höchstplatzierung, Gesamtwochen, AuszeichnungChartplatzierungen (Jahr, Titel, Musiklabel, Platzierungen, Wochen, Auszeichnungen, Anmerkungen) | Höchstplatzierung, Gesamtwochen, AuszeichnungChartplatzierungen (Jahr, Titel, Musiklabel, Platzierungen, Wochen, Auszeichnungen, Anmerkungen) | Höchstplatzierung, Gesamtwochen, AuszeichnungChartplatzierungen (Jahr, Titel, Musiklabel, Platzierungen, Wochen, Auszeichnungen, Anmerkungen) | Höchstplatzierung, Gesamtwochen, AuszeichnungChartplatzierungen (Jahr, Titel, Musiklabel, Platzierungen, Wochen, Auszeichnungen, Anmerkungen) | Anmerkungen                                          |
| Jahr | Titel Musiklabel                        | DE | AT | CH | UK | US | Anmerkungen                                          |
| ---- | --------------------------------------- | --- | --- | --- | --- | --- | ---------------------------------------------------- |
| 2002 | BYO Split Series Volume III BYO Records | — | — | — | UK75 (1 Wo.)UK | US147 (1 Wo.)US | Erstveröffentlichung: 5. März 2002 mit Rancid        |
| 2020 | West Coast vs. Wessex Fat Wreck Chords  | DE42 (1 Wo.)DE | — | CH38 (1 Wo.)CH | — | — | Erstveröffentlichung: 31. Juli 2020 mit Frank Turner |

Weitere Splitalben
- 1988: Drowning Roses / NOFX (X-Mist)
- 2010: NOFX / The Spits (Fat Wreck Chords)

### EPs
| Jahr | Titel Musiklabel                           | Höchstplatzierung, Gesamtwochen, AuszeichnungChartplatzierungen (Jahr, Titel, Musiklabel, Platzierungen, Wochen, Auszeichnungen, Anmerkungen) | Höchstplatzierung, Gesamtwochen, AuszeichnungChartplatzierungen (Jahr, Titel, Musiklabel, Platzierungen, Wochen, Auszeichnungen, Anmerkungen) | Höchstplatzierung, Gesamtwochen, AuszeichnungChartplatzierungen (Jahr, Titel, Musiklabel, Platzierungen, Wochen, Auszeichnungen, Anmerkungen) | Höchstplatzierung, Gesamtwochen, AuszeichnungChartplatzierungen (Jahr, Titel, Musiklabel, Platzierungen, Wochen, Auszeichnungen, Anmerkungen) | Höchstplatzierung, Gesamtwochen, AuszeichnungChartplatzierungen (Jahr, Titel, Musiklabel, Platzierungen, Wochen, Auszeichnungen, Anmerkungen) | Anmerkungen                             |
| Jahr | Titel Musiklabel                           | DE | AT | CH | UK | US | Anmerkungen                             |
| ---- | ------------------------------------------ | --- | --- | --- | --- | --- | --------------------------------------- |
| 1999 | The Decline Fat Wreck Chords               | — | — | — | — | US200 (1 Wo.)US | Erstveröffentlichung: 23. November 1999 |
| 2003 | Regaining Unconsciousness Fat Wreck Chords | — | — | — | — | US187 (1 Wo.)US | Erstveröffentlichung: 25. März 2003     |
| 2006 | Never Trust a Hippy Fat Wreck Chords       | — | — | — | — | US186 (1 Wo.)US | Erstveröffentlichung: 14. März 2006     |
| 2024 | Half Album Fat Wreck Chords                | — | — | — | — | — | Erstveröffentlichung: 19. April 2024    |

Weitere EPs
- 1985: NOFX (Mystic Records)
- 1986: So What If We’re on Mystic! (Mystic Records)
- 1987: The PMRC Can Suck on This (Wassail)
- 1992: The Longest Line (Fat Wreck Chords)
- 1995: HOFX (Fat Wreck Chords)
- 1996: Fuck the Kids (Fat Wreck Chords)
- 1999: Timmy the Turtle (Fat Wreck Chords)
- 2001: Surfer (Fat Wreck Chords)
- 2005: 7" of the Month Club (Fat Wreck Chords)
- 2009: The MySpace Transmissions, Vol. 11 (Fat Wreck Chords)
- 2009: Cokie the Clown (Fat Wreck Chords)
- 2011: NOFX (Fat Wreck Chords)
- 2013: Stoke Extinguisher (Fat Wreck Chords)
- 2016: Hepatitis Bathtub (Fat Wreck Chords)

## Singles
- 1992: Liza and Louise
- 1994: Don’t Call Me White
- 1995: Leave It Alone
- 1996: All of Me
- 1999: Louise and Liza
- 2000: Pods and Gods
- 2000: Bottles to the Ground
- 2001: Fat Club
- 2003: 13 Stitches
- 2012: My Stepdad’s a Cop and My Stepmom’s a Domme
- 2012: Ronnie and Mags
- 2013: Xmas Has Been X’ed / New Year’s Revolution
- 2019: Fish in a Gun Barrel
- 2025: Barcelona

## Videografie

### Videoalben
- 1994: Ten Years of Fuckin’ Up (Fat Wreck Chords)
- 2009: NOFX: Backstage Passport (Fat Wreck Chords)
- 2012: The Decline Live DVD (Fat Wreck Chords)
- 2015: NOFX: Backstage Passport 2 (Fat Wreck Chords)

### Musikvideos
- 1988: Shut Up Already
- 1988: Mr. Jones
- 1989: S&M Airlines
- 1993: Bob
- 1993: Stickin’ in My Eye
- 1994: Leave It Alone
- 1996: I Wanna Be an Alcoholic
- 2003: Franco Un-American
- 2006: Seeing Doube at the Triple Rock
- 2009: Cokie the Clown
- 2010: Everything in Moderation (Especially Moderation)
- 2012: Xmas Has Been X’ed
- 2016: Six Years on Dope
- 2016: Oxy Moronic
- 2020: I Love You More Than I Hate Me

## Statistik

### Chartauswertung
|                     | DE     | AT    | CH    | UK    | US     |
| ------------------- | ------ | ----- | ----- | ----- | ------ |
| Nummer-eins-Alben   | DE—DE  | AT—AT | CH—CH | UK—UK | US—US  |
| Top-10-Alben        | DE—DE  | AT—AT | CH—CH | UK—UK | US—US  |
| Alben in den Charts | DE14DE | AT6AT | CH9CH | UK5UK | US15US |

### Auszeichnungen für Musikverkäufe
| Goldene Schallplatte - Kanada - 2000: für das Album Punk in Drublic - 2000: für das Album So Long and Thanks for All the Shoes |

Anmerkung: Auszeichnungen in Ländern aus den Charttabellen bzw. Chartboxen sind in ebendiesen zu finden.
| Land/RegionAuszeichnungen für Musikverkäufe (Land/Region, Auszeichnungen, Verkäufe, Quellen) | Gold     | Platin | Verkäufe | Quellen         |
| -------------------------------------------------------------------------------------------- | -------- | ------ | -------- | --------------- |
| Vereinigte Staaten (RIAA)                                                                    | Gold1    | —      | 500.000  | riaa.com        |
| Kanada (MC)                                                                                  | 2× Gold2 | —      | 100.000  | musiccanada.com |
| Insgesamt                                                                                    | 3× Gold3 | —      |          |                 |